# Knebusch
Der Knebusch ist ein Tafelapfel, der aus der Börde Sittensen stammt. Der ganz rote, glockenförmige Apfel ist früh tragend, reift im September und schmeckt frisch vom Baum am besten.
Benannt ist diese Apfelsorte nach ihrem Entdecker Johann Knebusch, einem Landwirt aus Sittensen.
Der Geschichte nach fand er diesen Apfel und vermehrte ihn. Allerdings gibt es noch eine zweite Geschichte, nach der er diesen Apfel von seinem zukünftigen Schwiegersohn als Geschenk erhielt. Es soll sich um ein Mitbringsel aus den USA gehandelt haben, wo der Apfel recht weit verbreitet gewesen sein soll.
Es ist nicht belegt, welche der beiden Geschichten der Wahrheit entspricht.
Siehe auch: Liste der Apfelsorten

## Quelle
- http://www.wilkenshoff.de/presse000.html